# Резорбция межпозвонковой грыжи
Резорбция межпозвонковой грыжи (частичная или полная) — частичное уменьшение размеров или полное исчезновение грыжи межпозвонкового диска без хирургического вмешательства.

## История
Спонтанная резорбция грыжи межпозвонковых дисков впервые была описана при повторной эпидурографии в 1945 году. Следующая работа была опубликована в 1984 году Дж. Гюинтет с соавторами. В 1990 в журнале Spine была опубликована статья, в которой Дж. А. Саал с соавторстве впервые описали феномен спонтанной резорбции грыжи по результатам МРТ и КТ.

## Распространенность
В настоящее время существует большое количество литературных источников, в которых описываются пациенты с резорбцией грыж межпозвонковых дисков. По данным литературы резорбция может наступать от 35 до 100 % случаев. По данным метаанализа 11-ти когортных исследований резорбции грыжи, частота встречаемости резорбции грыжи варьировалась от 62 % до 82 %. Авторы отметили определённые ограничения своей работы, так как метаанализ не учитывал различные виды лечения, длительность наблюдения пациентов и вид диагностики (КТ или МРТ), характер и структуру ткани межпозвонковых грыж.
Датское исследование, в котором приняли участие 106 пациентов с подтвержденной на МРТ межпозвонковой грыжей показало, что за период 8-летнего наблюдения, в течение которого пациенты не получали никакого специфического лечения, только 17,5 % грыж значительно уменьшились в размерах, 65 % остались без изменений, 12,5 % увеличились и 5 % — изменения размеров были незначительные. В январе 2023 опубликован систематический обзор, в котором распространенность резорбции в популяции пациентов с межпозвонковыми грыжами составляет 70 %

## Гипотезы возникновения
Точный механизм данного феномена до конца не известен. В настоящее время существует три гипотезы спонтанного регресса грыжи межпозвонкового диска:
1. Предполагается, что уменьшение грыжи межпозвоночного диска в размере происходит за счет обезвоживания и сжатия фрагментов грыжевого диска и их ретракция в пределы фиброзного кольца, за счет чего при проведении магнитно-резонансной томографии (МРТ) отмечается уменьшение интенсивности сигнала.
2. На заднюю продольную связку оказывается напряжение, за счет которого происходит ретракция фрагментов грыжевого диска обратно в занимаемое им в норме пространство.
3. Воспалительная реакция и неоваскуляризация грыжи диска приводят к ферментативному разрушению и фагоцитозу хрящевой ткани. Это предположительно происходит после того как содержимое межпозвоночного диска попадает в эпидуральное пространство, вследствие чего организм воспринимает его как чужеродное.

## Диагностика и рентгенологические признаки
Для подтверждения уменьшения размеров межпозвонковой грыжи, как правило используется МРТ, которое выполняется через определённый промежуток времени. У 87 % пациентов в процессе резорбции может наблюдаться транзиторное увеличение размеров межпозвонковой грыжи, иногда с одновременным изменением сигнальных характеристик ткани на Т2 протоколе МРТ, что можно расценивать как положительный признак дальнейшего уменьшения размеров грыжи . Первое визуальное и клиническое исследование выявило различные детерминанты ранней резорбции грыжи по высоте тела поясничного позвонка L4 и углу наклона крестца.

## Патофизиология процесса
Существует мнение, что в зависимости от каждой конкретной клинической ситуации каждый из перечисленных механизмов принимает большее или меньшее участие в резорбции МПД..
Одним из основных маркеров спонтанной резорбции межпозвоночного диска является неоваскуляризация — пролиферация новых кровеносных сосудов по краю тканей грыжевого выпячивания. В неоваскуляризации грыжи МПД принимают участие такие медиаторы как фактор некроза опухолей альфа ФНО-a (способствует экспрессии сосудистого эндотелиального фактора роста), сосудистый эндотелиальный фактор роста (ключевая роль в образовании новых сосудов), а также основной фактор роста фибробластов. Также ангиогенез могут усиливать провоспалительные цитокины, которые образуются при взаимодействии макрофагов с тканью МПД. Чем выше степень неоваскуляризации, тем больше вероятность резорбции грыжи МПД.
Макрофаги, в свою очередь, способны поглощать компоненты пораженных грыжей клеток МПД. Кроме того они стимулируют выработку матриксной металлопротеиназы (ММР), за счет катаболического действия которой усиливается процесс резорбции МПГ. Протеогликаны и коллагены (лизосомальные ферменты), которые выделяют макрофаги, также способны разрушать внеклеточные молекулы.
Взаимосвязь между резорбцией грыжи межпозвонкового диска и клиническим улучшением ещё не до конца объяснена. Предполагается, что причиной болевого синдрома является не только компрессия нервного корешка грыжевым выпячиванием, но и высвобождение воспалительных цитокинов.
Реакция воспаления рассматривается как ключевой фактор резорбции грыжи с одной стороны, но с другой, именно воспаление приводит в болевому синдрому и повреждению окружающих структуру межпозвонкового диска. Поэтому контроль воспалительной реакции является ключевым фактором для будущих исследований. Использование обезболивающих препаратов, не обладающих прямым противовоспалительным действием, показало некоторое преимущество, в виде ускорения скорости резорбции грыжи.

## Влияние методов лечения на процесс резорбции грыжи
Возможность ускорения резорбции грыжи рассматривается как перспективная модель лечения, которая может являться альтернативной плановым хирургическим вмешательствам, выполняемых при этой патологии межпозвонкового диска, а также открыть в будущем большие возможности для исследований в области регенеративной медицины. В настоящее время существует несколько когортных исследований, которые получили многообещающие данные о возможном положительном влиянии физиотерапевтического лечения на стимуляцию резорбции грыжи.
В систематическом обзоре акцентируется внимание на потенциально ограниченной эффективности традиционных невоспалительных препаратов в лечении острой грыжи. Подчёркивается необходимость проведения дополнительных исследований для определения конкретных критериев выбора пациентов, которым было бы показано лечение методом резорбции грыжи диска. Цель таких исследований — оптимизация лечебного процесса с целью минимизации ненужных медицинских вмешательств, что способствует персонализированному подходу в лечении и уходе за пациентами с межпозвоночной грыжей.

## Список литературы
- Dario AB, Ferreira ML, Refshauge KM, Lima TS, Ordoñana JR, Ferreira PH. The relationship between obesity, low back pain, and lumbar disc degeneration when genetics and the environment are considered: a systematic review of twin studies. Spine J. 2015 May 1;15(5):1106-17.
- Altun I, Yüksel KZ. Lumbar herniated disc: spontaneous regression. Korean J Pain. 2017. № 30(1). Р. 44-50.
- Key JA. The conservative and operative treatment of lesions of the intervertebral discs in the low back. Surgery 1945; 17:291-303.
- Guinto FC Jr, Hashim H, Stumer M. CT demonstration of disk regression after conservative therapy. AJNR Am J Neuroradiol. 1984. № 5(5). Р.632-633.
- Saal JA, Saal JS, Herzog RJ. The natural history of lumbar intervertebral disc extrusions treated nonoperatively. Spine 1990; 15:683-686.
- Yang X, Zhang Q, Hao X et al. Spontaneous regression of herniated lumbar discs: Report of one illustrative case and review of the literature. Clin Neurol Neurosurg. 2016. № 143. Р.86-89.
- Ткачев А. М., Акарачкова Е. С., Смирнова А. В., Илюшин А. В., Кулюткин Н. В., Смеря Ю. В. Спонтанный регресс грыж межпозвонковых дисков поясничного отдела позвоночника на фоне терапии габапентином. Фарматека. 2017. № 19 (352). С. 20-24.
- Tsuru M, Nagata K, Ueno T et al. Electron microscopic observation of established chondrocytes derived from human intervertebral disc hernia (KTN-1) and role of macrophages in spontaneous regression of degenerated tissues. Spine J 2001; 1 (6): 422-31.
- Haro H, Komori H, Kato T et al. Experimental studies on the effects of recombinant human matrix metalloproteinases on herniated disc tissues — how to facilitate the natural resorption process of herniated discs. J Orthop Res 2005; 23: 412-9.
- Haro H, Shinomiya K, Komori H et al. Upregulated expression of chemokines in herniated nucleus pulposus resorption. Spine 1996; 21 (14): 1647-52.
- Peul WC, van Houwelingen HC, van den Hout WB et al. Surgery versus prolonged conservative treatment for sciatica. N Engl J Med 2007; 356: 2245-56.
- Ткачев А. М., Епифанов А. В., Акарачкова Е. С., Смирнова А. В., Илюшин А. В., Арчаков Д. С. Патофизиологические аспекты резорбции грыж межпозвонкового диска. Consilium Medicum. 2019. Т. 21. № 2. С. 59-63.
- Chiu CC, Chuang TY, Chang KH, Wu CH, Lin PW, Hsu WY. The probability of spontaneous regression of lumbar herniated disc: a systematic review. Clin Rehabil. 2015;29(2):184-195. doi: 10.1177/0269215514540919
- Autio RA, Karppinen J, Niinimäki J et al. Determinants of spontaneous resorption of intervertebral disc herniations. Spine 2006; 31: 1247-52.
- Rätsep T, Minajeva A, Asser T. Relationship between neovascularization and degenerative changes in herniated lumbar intervertebral discs. Eur Spine J 2013; 22 (11): 2474-80.
- Jia CQ, Zhao JG, Zhang SF, Qi F. Stromal cell-derived factor-1 and vascular endothelial growth factor may play an important role in the process of neovascularization of herniated intervertebral discs. J Int Med Res 2009; 37 (1): 136-44.
- Hornung AL, Barajas JN, Rudisill SS, Aboushaala K, Butler A, Park G, Harada G, Leonard S, Roberts A, An HS, Epifanov A, Albert HB, Tkachev Alexander, Samartzis Dino. Prediction of lumbar disc herniation resorption in symptomatic patients: a prospective, multi-imaging and clinical phenotype study. Spine J. 2022 Oct 13:S1529-9430(22)00959-7. doi: 10.1016/j.spinee.2022.10.003. Epub ahead of print. PMID 36243388.
- Физическая реабилитация в комплексном лечении больных с дорсопатиями — 4-е издание, под ред. С. М. Старикова — М: «Граница» 2019.- 216 с. ISBN 978-5-9933-0220-1
- Virri J, Grönblad M, Seitsalo S et al. Comparison of the prevalence of inflammatory cells in subtypes of disc herniations and associations with straight leg raising. Spine 2001; 26: 2311-5.
- Ткачев А. М., Епифанов А. В., Акарачкова Е. С., Смирнова А. В., Илюшин А. В., Арчаков Д. С. Роль воспаления в спонтанном регрессе грыж межпозвонковых дисков. Русский медицинский журнал. Медицинское обозрение. 2019а. Т. 3. № 7. С. 30-33.
- Haro H, Komori H, Kato T et al. Experimental studies on the effects of recombinant human matrix metalloproteinases on herniated disc tissues — how to facilitate the natural resorption process of herniated discs. J Orthop Res 2005; 23: 412-9.
- Omarker K, Myers RR. Pathogenesis of sciatic pain: role of herniated nucleus pulposus and deformation of spinal nerve root and dorsal root ganglion. Pain. 1998;78(2):99-105.
- Ткачев А. М., Епифанов А. В., Акарачкова Е. С. и др. Оценка эффективности комплексного физиотерапевтического лечебного подхода, направленного на стимуляцию процесса резорбции грыж межпозвонковых дисков поясничного отдела позвоночника. РМЖ. 2021;5:11-16.